# Erinaceusyllis cryptica
Erinaceusyllis cryptica é uma espécie de anelídeo pertencente à família Syllidae.
A autoridade científica da espécie é Ben-Eliahu, tendo sido descrita no ano de 1977.
Trata-se de uma espécie presente no território português, incluindo a sua zona económica exclusiva.